# Eufratense

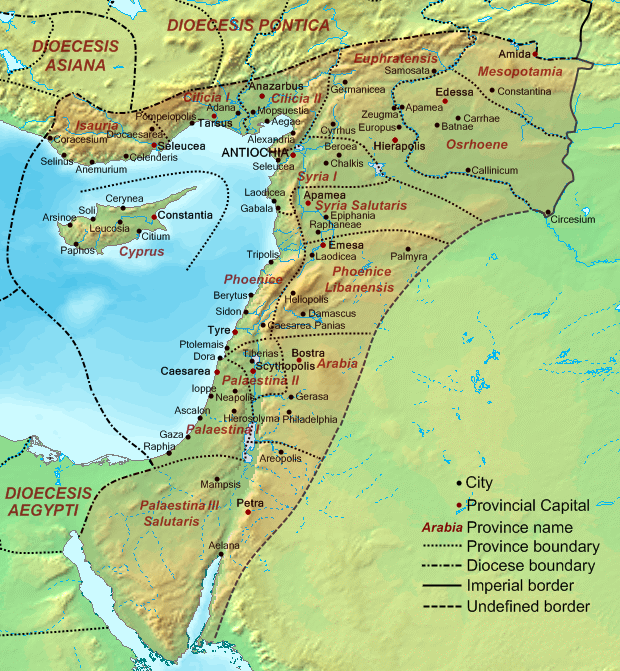
Provincia Eufratensis

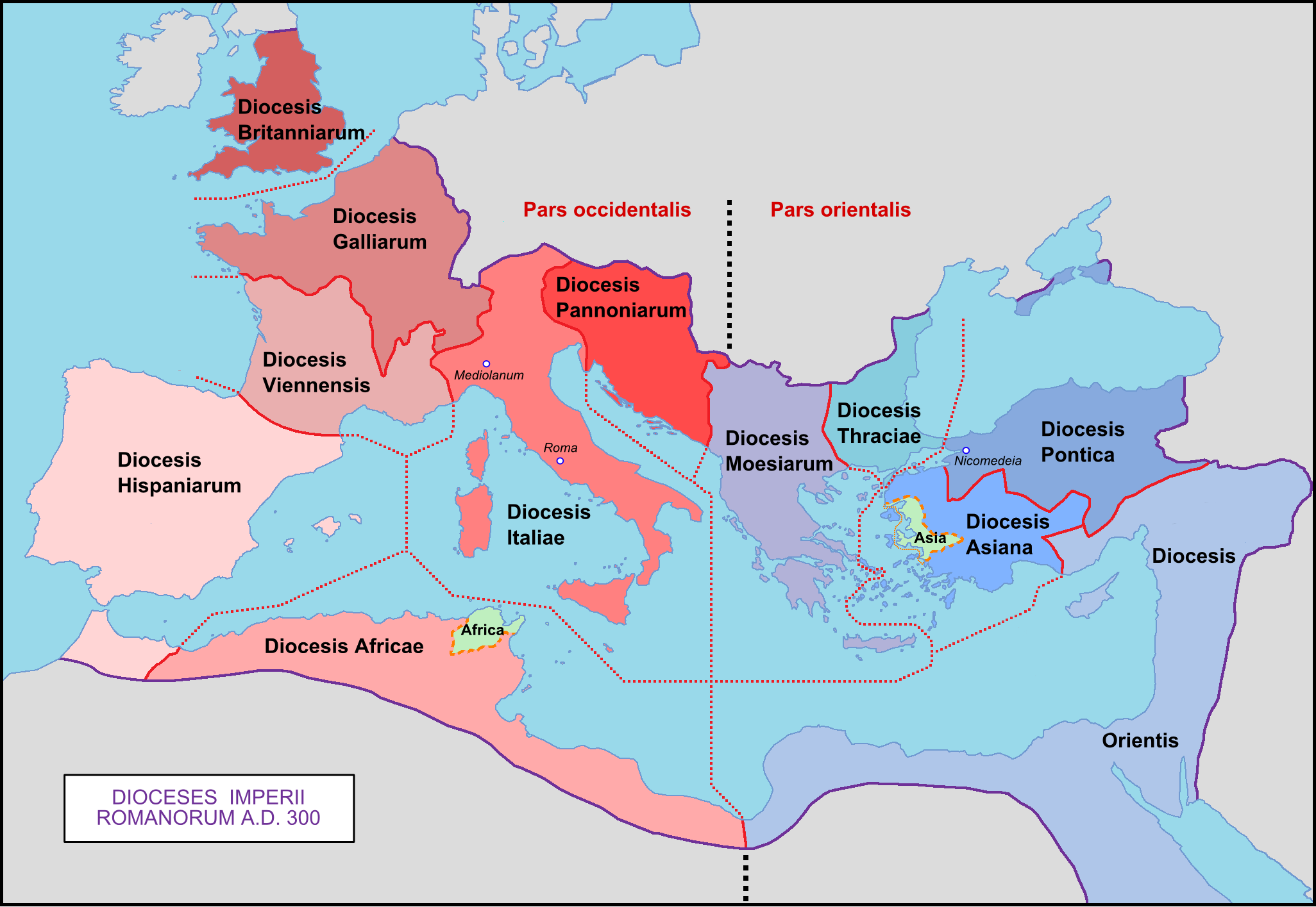
Diòcesis imperials

La província Eufratense, (Provincia Eufratensis o Euphratensis o Augusta Eufratensis) en grec Euphratesia (Εὑφρατησία), va ser una província romana a la Gran Síria, part de la diòcesi d'Orient en l'Imperi Romà tardà.

## Història
En algun moment entre els anys 330 i 350 (probablement vers el 341, al mateix temps que la provincia Augustamnica al Baix Egipte), la província Eufratense va ser creada a partir del territori de Celesíria al llarg de la riba occidental de l'Eufrates. que incloïa els territoris de Commagena i Cirrhestica. La seva capital va ser Cirro (Cyrro) o potser Hierápolis Bambice (moderna Manbidj).
Més tard fou dividida en Prima i Secunda.

## Euphratensis I
L'Anuari pontifical dona les diòcesis (seus titulars) següents:
- Barbalissus o Barbalissos,
- Cyrrhus (podria haver estat un arquebisbat),
- Doliche (Dülük),
- Europus (Dura-Europos),
- Germanícia,
- Hieràpolis de Síria (Hieràpolis Eufratense o Hieràpolis Bambyce, Manbij), arquebisbat,
- Neocesarea de Síria,
- Perrhe (Adıyaman),
- Samòsata,
- Sura, (Al-Suriyya)
- Urima (Halfeti),
- Zeugma de Síria, en front de Birecik

## Euphratensis II
L'Anuari pontifical dona les diòcesis (seus titulars) següents:
- Agríppies (ruïnes de Saliliya),
- Orisa (Tayibe),
- Sergiòpolis (Resafa), arquebisbat,
- Serigene (Isriyë),
- Zenòbies (ruïnes de Halabiya),

## Liste delsComites Orientis(governadors de la diòcesi)
- Lol·lià Mavorci (330–336)
- Felicià (335–?)
- Nebridi (354–358)
- Domici Modest (358–362)
- Iulianus o Julià (362–363)
- Aradi Rufí (363–364)
- Eutolmi Tacià (vers 370)
- Tuscià (381)
- Flavi Eparqui Filagri (vers 382)
- Pròcul (383–384)
- Icari (c. 384)
- Irineu (431–435)
- Efraim d'Amida (vers 522–525)
- Asteri (587–588)
- Baccus (588–589)
- Bonòs (vers 609–610)